# William Ross
William MacPherson Ross (født 29. juli 1900) var en canadisk roer som deltog i de olympiske lege 1928 i Amsterdam.
Ross vandt en bronzemedalje i roning under Sommer-OL 1928 i Amsterdam. Han var med på den canadiske båd som kom på en tredjeplads i otter med styrmand efter USA og Storbritannien.